# Wilhelm Bertram
Gottfried Carl Wilhelm Bertram (* 29. April 1829 in Sondershausen; † nach 1880) war ein nationalliberaler deutscher Politiker.
Wilhelm Bertram war der Sohn des Schönfärbers in Sondershausen Johann Bernhard Gottfried Bertram und dessen Frau Sophie Friederike Henriette Caroline Rindermann. Wilhelm Bertram, der evangelisch-lutherischen Glaubens war, heiratete am 9. Oktober 1851 in Arnstadt Dorothea Wilhelmine Friederike Stade (* 21. April 1821 in Arnstadt; † 5. November 1885 in Großbreitenbach), die Tochter des aus Böhmen stammenden ehemaligen Corporals (1829) und späteren Registrators beim Fürstlichen Bezirksvorstand (Landratsamt) August Wilhelm Stade.
Wilhelm Bertram war vom 1. April 1847 bis zum 30. November 1853 Unteroffizier im Fürstlichen Linienbataillon Schwarzburg-Sondershausen in Arnstadt. Am 22. Juni 1849 legte er sein Fähnrichsexamen ab. Vom 1. Dezember 1853 bis zum 31. Dezember 1863 war er Stadtschriftführer und zuletzt auch Gotteskastenverwalter in Arnstadt. Bis 1862 arbeitete er auch als Agent der Leipziger Lebensversicherungs-Gesellschaft in Arnstadt.
Vom 1. Januar 1863 bis zum 31. Januar 1893 war er Bürgermeister der Stadt Großbreitenbach. Als liberaler Politiker war er bei der Reichstagswahl 1874 Vorsitzender des nationalliberalen Wahlkomitees in Breitenbach. Vom 14. November 1887 bis zum 31. Dezember 1891 war er Mitglied des Schwarzburg-Sondershäuser Landtags.
Am 21. November 1868 wurde er zum Stadtrichter ernannt. Für seine Verdienste erhielt er das Fürstliche Ehrenkreuz IV. Klasse (7. August 1880).